# Gamla farmor skrynklig är och grå
Gamla farmor skrynklig är och grå är en visa av religiös karaktär som skrevs av sagoförfattaren Vilhelm Olof Anders Bäckman och publicerades första gången i Stockholm 1854 i sånghäftet "Julafton". 1870 trycktes den i Johan Peter Cronhamns "Sånglära för skolan". Den gavs ut igen 1896 i "Sånger för söndagsskolan och som nummer 224 i Svensk söndagsskolsångbok 1908. Melodin till visan publicerades 1897 i John Johnson Daniels "Berättelsesånger" och senare i F. Lundgrens sånger.